# 殷行站

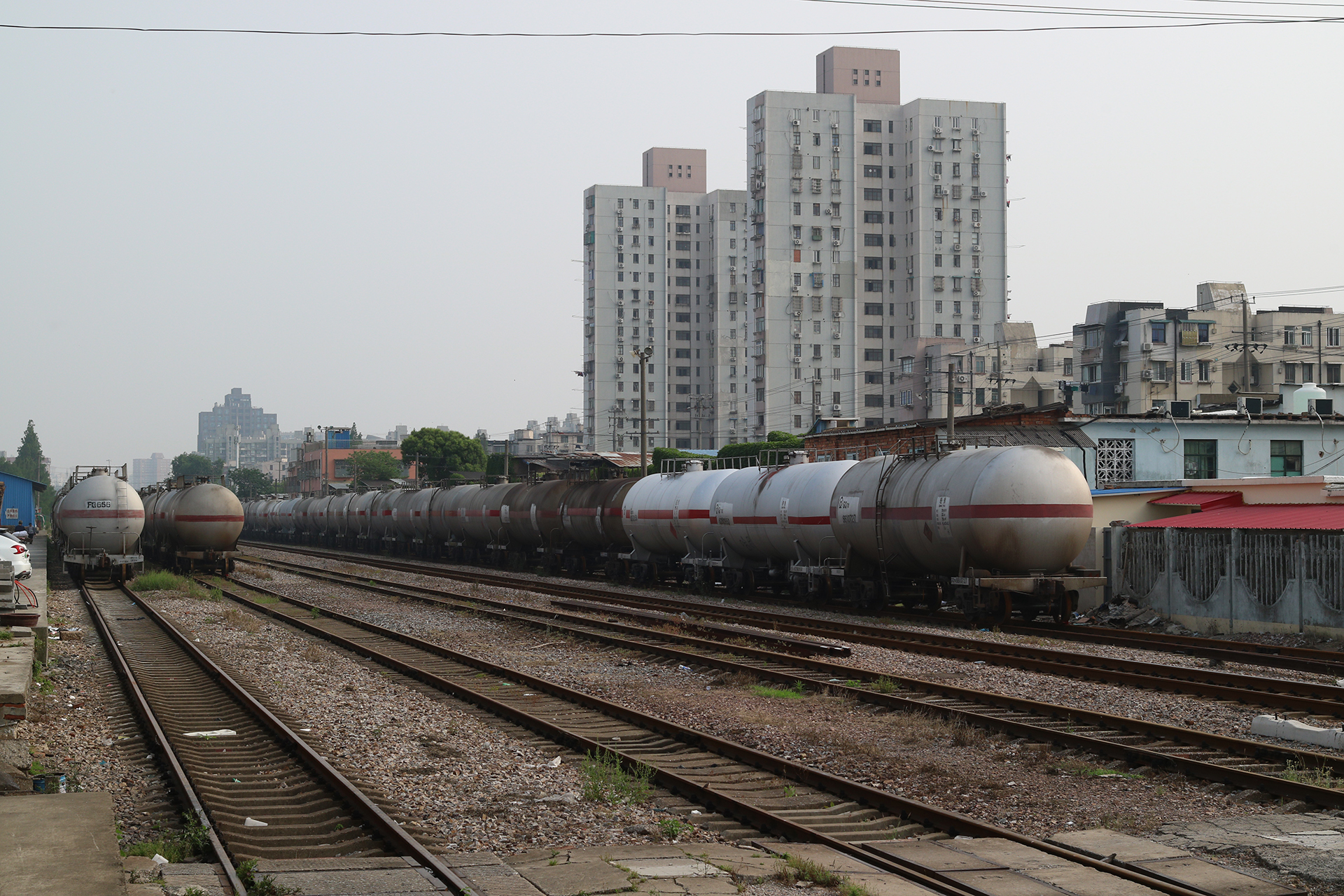
殷行站站场

殷行站位于中华人民共和国上海市杨浦区殷行街道军工路1705号，为何杨支线铁路上的一个四等货运车站，车站建于1960年。车站占地7.8万余平方米，站内设5股道，其中到发线3条，正线、调车线各1条。